# Institut Estatal de Riga núm. 1
L'Institut Estatal de Riga núm. 1 (letó: Rīgas Valsts 1. ģimnāzija: Rīgas Valsts 1. ģimnāzija) és l'escola més antiga dels estats bàltics, i ofereix ensenyament secundari (graus 7 a 12) a Riga, la capital de Letònia.
L'institut s'originà a partir de l'escola de la catedral de Riga, que va ser fundada el 1211, una dècada després de la fundació de Riga mateixa. El nom i la llengua d'instrucció han canviat diversos temps durant la seva història. El letó esdevingué la llengua principal d'ensenyament el 1919.
Avui, l'institut és conegut pels seus forts programes en ciències naturals, matemàtiques i informàtica. Els estudiants que desitgen inscriure-s'hi han de passar una prova d'admissió en matemàtiques. L'índex d'admissions, amb una ràtio de sis candidats per plaça, és un dels més baixos del país. D'ençà 1997 l'institut inscriu cada any de 30 a 40 persones en el Programa de Diploma de Batxillerat Internacional, on l'ensenyament es fa en anglès. Va ser la primera escola dels estats bàltics en oferir aquesta mena de programa. Cada any un nombre d'estudiants de dotzè grau acaba el programa DSD (Das Deutsches Sprachdiplom), que els permet de fer un examen passat el qual poden continuar estudiant en països de parla alemanya.
L'Institut Estatal de Riga núm. 1 sempre és al primer lloc en els rànquings de les escoles de Letònia. Els resultats mitjans dels estudiants són els més alts del país.
L'Institut Estatal de Riga núm. 1 és també la millor escola de Letònia, sobre la base dels assoliments dels seus estudiants en diverses competicions acadèmiques, tant nacionals com internacionals.
Molts dels llicenciats continuen la seva educació a universitats a l'estranger altament qualificades, particularment en el Regne Unit, els Països Baixos, Dinamarca, Alemanya, Àustria i els EUA. El percentatge d'aquests estudiants és molt alt entre els que es llicencien al Programa de Diploma de l'IBO.

## Alumnes notables
- Agnis Ižāns - matemàtic letó
- Ingus Baušķenieks - Músic letó
- Gunārs Birkerts - arquitecte letó-estatunidenc
- Uldis Cērps - President de la Comissió del Mercat Financer de Letònia
- Tomass Dukurs - Corredor de tobogan
- Indulis Emsis - Polític letó, exPrimer ministre de Letònia
- Andrejs Ērglis - Cardiòleg letó
- Māris Gailis - Home de negocis letó, exPrimer ministre de Letònia
- Ivars Godmanis - Polític letó, exPrimer ministre de Letònia
- Garlieb Merkel - Activista i escriptor germanobàltic
- Wilhelm Ostwald - Premi Nobel de química germanobàltic
- Friedrich Parrot - naturalista i viatger germanobàltic
- Kristjan Jaak Peterson - Poeta estonià, generalment considerat com el fundador de poesia estoniana moderna
- Mārtiņš Pļaviņš - Jugador de voleibol de platja letó, medallista Olímpic de 2012
- Māris Purgailis - Polític letó, exalcalde de Riga
- Rainis - Polític i poeta letó
- Einars Repše - Polític letó, exPrimer ministre de Letònia
- Pēteris Stučka - Polític letó, cap del govern de Bolxevic de Letònia durant la Guerra letona d'Independència
- Daina Taimiņa - Matemàtica letona
- Igors Ždanovs - Mestre d'escacs letó